# Белевское городище
Белевское городище (укр. Білівське городище) — древнерусское городище, относившееся к Волынскому княжеству. Расположено на окраине села Белев Ровненской области на высоком правом берегу реки Стублы. Древние укрепления были построены на краю мыса, возвыщающегося над поймой реки на 25 м и окружённого с запада и юга крутыми склонами. С двух других сторон городище было обнесено дугоподобным рвом глубиной до 7 м. Площадка городища имеет неправильную форму и насчитывает 60 х 80 м (площадь 0,35 га). Городище также обнесено валом, достигающим с напольных сторон высоты 5 м, а с других сторон — до 2 м. Его возведение датируется X — началом XI века. К востоку от городища было обнаружено примыкавшее к нему селище, а также два кургана. Предполагается, что городище было покинуто на рубеже XI—XII веков из-за развития соседней Пересопницы. Археологические работы на городище в разное время проводили П. А. Раппопорт, В. В. Аулих, С. В. Терский, Б. А. Прищепа.